# Paragúa
Il Paragúa (in spagnolo Río Paragúa) è un fiume della Bolivia, appartenente al bacino amazzonico, e affluente del fiume Guaporé. Il fiume, che nasce alla periferia della città di San Ignacio de Velasco, nella provincia Jose Miguel de Velasco, scorre in direzione nord-ovest, formando il confine occidentale del Parco nazionale Noel Kempff Mercado, dove riceve una serie di piccoli affluenti. Attraversa i Dipartimenti di Santa Cruz (555 km) e Beni (45 km). Dopo aver percorso circa 600 km confluisce nel Guaporé.
Il Guaporé ha un'ingente portata, dal momento che attraversa zone umide.